# Toxopsiella
Toxopsiella là một chi nhện trong họ Cycloctenidae.